# Spritzpressen
Das Resin Transfer MouldingBE oder Resin Transfer MoldingAE (RTM) ist ein Verfahren zur Herstellung von Formteilen aus Duroplasten und Elastomeren. Im Vergleich zum Pressen wird hierbei die Formmasse mittels Kolben von einer meist beheizten Vorkammer über Verteilerkanäle in das Formnest eingespritzt, worin sie unter Wärme und Druck aushärtet.
Als Formmasse können Formaldehydharze (PF, MF usw.) und Reaktionsharze (UP, EP) mit kleinen Füllstoffpartikeln und Elastomere verwendet werden.

## Einteilung
Je nach Anordnung der Spritzkolben wird in drei Grundverfahren eingeteilt:
- das Unterkolbenverfahren (Zweikolbenverfahren), bei dem der Spritzzylinder unterhalb des Werkzeuges sitzt
- das Oberkolbenverfahren (Einkolbenverfahren), bei dem der Spritzzylinder oberhalb des Werkzeuges sitzt
- horizontal angeordnete Spritzautomaten, die meist eine Schneckenvorplastifizierung besitzen.

Das Differential Pressure Resin Transfer Moulding (DP-RTM) ist ein vom Deutschen Zentrum für Luft- und Raumfahrt (DLR) weiter entwickeltes Verfahren.

## Standardablauf
Zu Beginn eines Zyklus befindet sich eine vorplastifizierte und dosierte Formmasse in der Vorkammer. Zunächst wird das Werkzeug geschlossen. Danach wird die Formmasse ins Werkzeug eingespritzt und für eine bestimmte Zeit im Werkzeug belassen. Bei dieser sogenannten Verweilzeit kommt es zum Reagieren oder Vulkanisieren der Formmasse. Sie ist dabei von verschiedenen Faktoren abhängig (Harztyp, Füllstoff, Verarbeitungsdruck und -temperatur). Ist die Verweilzeit beendet, kann das Werkzeug geöffnet werden. Die zuvor eingefüllte Formmasse ist nun fest (ausgehärtet) und wird jetzt als Formteil bezeichnet. Dieses kann nun aus dem Werkzeug entformt werden. Danach erfolgt die Reinigung des Werkzeugs und ein neuer Zyklus kann beginnen.
Die Menge der beim Einpressen und Nachpressen benötigen Formmasse sollte dabei immer größer als das Volumen des endgültigen Formteils sein, damit das Werkzeug vollständig befüllt wird. Somit wird garantiert, dass das Formteil vollständig ausgebildet ist und keine Luft eingepresst wird. Die dabei in der Vorkammer überschüssige, zurückgebliebene Formmasse, auch als Restkuchen bezeichnet, muss vor dem Beginn des neuen Zyklus entfernt werden und durch neue Formmasse ersetzt werden.

## Verarbeitung von Preforms
Um auch lange Fasern oder vorfixierte Faserhalbzeuge (Preforms) zu verarbeiten, werden diese zuvor in das Werkzeug eingelegt und mit dem Harz infiltriert. Um Lufteinschlüsse zu vermeiden, wird meist zusätzlich die Kavität (Formhohlraum) evakuiert.

### Angussarten für die Preform-Verarbeitung
Die Injektionsstrategien lassen sich nach Anzahl und Gestaltung der Harzangüsse einteilen. Im Folgenden wird der Eintrag des Harzes in das Faser-Halbzeug als Injektion bezeichnet, unabhängig davon, auf welche Weise der Druckgradient erzeugt wird.
- Punktinjektion: Das Harz wird nur an einer Stelle in das Halbzeug injiziert. Beim Punktanguss kann die Fließfront Luft einschließen, was zu Fehlstellen führt.
- Mehrpunktinjektion: Durch mehrere Injektionsstellen kann die Form schneller mit Harz gefüllt werden. Der Einschluss von Luft kann durch geschickte Positionierung verhindert werden.
- Linien-Injektion: Bei der Linieninjektion wird nicht an einer punktförmigen Stelle injiziert, sondern linienhaft am Rand der Form. Dies kann bei Bauteilen mit großer Streckung von Vorteil sein, da nur die kürzere Kantenlänge durchströmt werden muss.
- Fließkanal-Injektion: Das Harz wird durch einen breiten Kanal injiziert, der über oder unter dem Faser-Halbzeug liegt.
- Kaskaden-Injektion: Um den Druckgradienten gering zu halten, werden mehrere Injektionsstellen in Richtung der Fließfront angebracht. Es ist dazu jedoch notwendig, die Injektionsleitungen der Fließfront folgend zu öffnen und zu schließen.

### Formarten
- Feste Formen
- Weiche Formen
- Mischformen (z. B. Schlauchblas-RTM)
- Duale Formen

### Reaktionsharze für die Preformverarbeitung
Als Injektionsharze werden Harze verwendet, die eine niedrige Viskosität besitzen. Dadurch bleibt der Strömungswiderstand beim Durchströmen der Form gering und es sind kleinere Druckdifferenzen zum Füllen notwendig. Reaktionsharze für RTM-Verfahren werden als spezielle Injektionsharze angeboten, die aus einer Harz- und Härterkomponente bestehen. Niedrigreaktive Harzsysteme können bereits vor der Infusion gemischt werden. Möchte man hochreaktive Harzsysteme verwenden, so können Harz und Härter erst unmittelbar in der Infusionsleitung bzw. der Form gemischt werden. Auf diese Weise sind geringere Taktzeiten möglich. Verfahren, bei denen die Injektionsharz-Komponenten erst unmittelbar vor der Injektion gemischt werden, sind als RIM-Verfahren (Reaction Injection Moulding) bekannt.

## Fazit
Dieses Verfahren ist gut geeignet für kleine bis mittlere Serien (1000–10.000 Stück/Jahr) und kann hohe Faservolumengehalte von bis zu 65 % realisieren. Durch den geschlossenen Prozess gibt es gegenüber offenen Verfahren nur minimale Emissionen am Arbeitsplatz und es wird eine reproduzierbare Qualität sichergestellt. Außerdem ergibt sich eine beidseitig gute Oberflächenqualität. Allerdings gibt es nur eine begrenzte Gestaltungsfreiheit und hohe Zykluszeiten von ca. 20 Minuten.